# El Buen Fin
«El Buen Fin» (de eslogan "El fin de semana más barato del año") es un evento comercial realizado cada año en México que consiste en la promoción y distribución de productos y servicios por diversas empresas como Catfootwear, Ninewest, Havaianas, Amazon, Walmart, etc, con el fin de fomentar el comercio, a través de ofertas, descuentos y/o rebajas sobre el precio, y créditos a meses sin intereses.
Inspirado en el «viernes negro» de los Estados Unidos, El Buen Fin surgió como iniciativa del Consejo Coordinador Empresarial, en asociación con el gobierno federal, organizaciones del sector privado e instituciones bancarias. La primera edición se llevó a cabo del 18 al 21 de noviembre de 2011.

## Estadísticas
| Edición | Período               | Ventas (en millones MXN) | Empresas participantes | Puntos de venta | Δ% en ventas | Δ% en ventas en línea | Referencias                |
| ------- | --------------------- | ------------------------ | ---------------------- | --------------- | ------------ | --------------------- | -------------------------- |
| 2011    | 18 al 21 de noviembre | 39 800                   | ~40 000                | ~220 000        | —            | —                     | [ 7 ] [ 8 ] [ 9 ] [ 10 ]   |
| 2012    | 16 al 19 de noviembre | 51 800                   | ~46 500                | ~566 000        | +30 %        | —                     | [ 7 ] [ 11 ] [ 12 ]        |
| 2013    | 15 al 18 de noviembre | 68 900                   | ~49 000                | ~335 000        | +33 %        | —                     | [ 7 ] [ 11 ] [ 13 ] [ 14 ] |
| 2014    | 14 al 17 de noviembre | 70 700                   | ~51 514                | ~250 000        | +5,5 %       | —                     | [ 7 ] [ 15 ] [ 16 ] [ 17 ] |
| 2015    | 13 al 16 de noviembre | 80 700                   | ~61,432                | —               | +11 %        | —                     | [ 18 ] [ 19 ] [ 20 ]       |
| 2016    | 18 al 21 de noviembre | 89 600                   | 95 000                 | —               | +11 %        | —                     | [ 21 ] [ 22 ]              |
| 2017    | 17 al 20 de noviembre | 94 000                   | 86 400                 | —               | +4,9 %       | —                     | [ 22 ]                     |
| 2018    | 16 al 19 de noviembre | 112 400                  | 96 977                 | +200 000        | +19,6 %      | —                     | [ 23 ] [ 24 ] [ 25 ]       |
| 2019    | 15 al 18 de noviembre | 120 000                  | 83 000                 | —               | +7 %         | —                     | [ 26 ] [ 27 ] [ 28 ]       |
| 2020    | 9 al 20 de noviembre  | 238 900                  | 175 000                | 67 760          | +99,1%       | —                     | [ 29 ] [ 30 ]              |
| 2021    | 10 al 16 de noviembre | 191 900                  | ~95 000                | +130 000        | —            | —                     | [ 30 ] [ 31 ]              |
| 2022    | 18 al 21 de noviembre | —                        | —                      | —               | —            | —                     | —                          |
| 2023    | 17 al 20 de noviembre | —                        | —                      | —               | +7.9%        | 20%                   | [ 32 ]                     |
| 2024    | 15 al 18 de noviembre | 49 890                   | —                      | —               | +79.4%       | +25%                  | [ 33 ]                     |
| 2025    | 13 al 17 de noviembre |                          |                        |                 |              |                       |                            |

## Ediciones

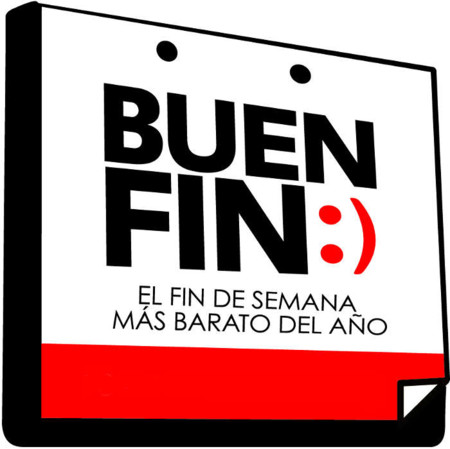
Imagen de promoción del evento.

El Buen Fin surgió en 2011 como una iniciativa conjunta del gobierno federal y organizaciones privadas con el propósito de «reactivar la economía con la cooperación de los sectores privado y público, para que el consumidor tenga acceso a productos y servicios a precios bajos y con promociones generalizadas», así como reducir el nivel de desempleo antes del cierre de año. Su origen proviene de Iniciativa México, un proyecto empresarial conformado por varios medios de comunicación nacionales, destinado a promover la participación de la ciudadanía en propuestas sociales de mejora.
Está inspirado en el denominado «viernes negro» estadounidense y desde la primera edición se estableció que su realización habría de ser anualmente antes de la mencionada fecha estadounidense y de la temporada navideña. Una de las principales diferencias entre ambos eventos recae en que El Buen Fin solo dura cuatro días, mientras que el viernes negro solo uno —aunque la edición del 2020 duro doce días—. Asimismo, el evento mexicano tiene como objetivo la satisfacción de necesidades de consumo de la población, mientras que el estadounidense está más orientado a las compras navideñas.
El Buen Fin es organizado por el gobierno federal a través de las Secretarías de Hacienda y Crédito Público, Economía, Turismo y el Servicio de Administración Tributaria; así como por la Asociación de Bancos de México, la Asociación Mexicana de Internet, la Asociación Mexicana de Venta Online, la Asociación Nacional de Tiendas de Autoservicio y Departamentales (Antad), el Consejo Coordinador Empresarial, la Confederación Patronal de la República Mexicana, la Confederación de Cámaras Nacionales de Comercio, Servicios y Turismo (Concanaco Servytur), la Cámara Nacional de la Industria de la Transformación (Canacintra), la Confederación de Cámaras Industriales de los Estados Unidos Mexicanos y la Cámara Nacional de la Industria de Radio y Televisión (Cirt), del sector privado.
Hay otras empresas que han optado por hacer sus propios programas alternos de descuento durante El Buen Fin, como el caso de Walmart de México con el "Fin Irresistible" lanzando sus promociones también por medio de la aplicación Cashi.
La vigilancia y seguridad para los usuarios de los servicios financieros, así como de la calidad, reclamos por descuentos o promociones, donde puedes denunciar abusos en la compra o adquisición de los productos promocionados son la Procuraduría Federal del Consumidor (PROFECO) y la Comisión Nacional para la Protección y Defensa de los Usuarios de Servicios Financieros (CONDUSEF).

### 2011
En su primera edición, del 18 al 21 de noviembre de 2011, las ventas totales en tiendas de autoservicio, departamentales y especializadas fueron del orden de los 106 mil millones MXN. Esto representó una diferencia de entre 15 a 20% de las ventas registradas en años pasados. Participaron un total de 40 000 empresas distintas con promociones y descuentos, a través de 220 000 puntos de venta en todo el país. Los productos más vendidos fueron de electrónica, vídeo, telefonía móvil y muebles. De acuerdo con estadísticas elaboradas por la Antad, las tiendas departamentales acapararon la mayor cantidad de compras por parte de los clientes, en relación con las tiendas especializadas. Los productos y servicios turísticos vieron un incremento del 37,2% en comparación a otros años en estas fechas. Debido a la rapidez en la organización e implantación del Buen Fin este año inicial, varias tiendas se quedaron sin inventario disponible para ofertar. A su vez, el sitio web de El Buen Fin recibió más de 4,5 millones de visitas y rebasó la cifra de los 200 000 seguidores en Facebook.

### 2012
Esta edición fue marcada por la incorporación de la Cámara Nacional de la Industria de la Transformación (Canacintra), que representó la adición de al menos 6000 empresas más con respecto a la edición anterior. Como estrategia para aumentar el consumo, la Canacintra adelantó el pago del aguinaldo a sus integrantes, de forma similar a la medida adoptada por los gobiernos estatales al pagar por anticipado el aguinado, las primas vacacionales y demás gratificaciones de fin de año. De acuerdo con el gobierno federal, este año participaron 566 000 puntos de venta con ofertas y descuentos en productos. Se utilizó un 17,5% más las tarjetas de crédito o débito bancarias para realizar compras en esta edición, en comparación al año anterior.
También fue la primera edición en que pudo utilizarse la tarjeta de crédito Fonacot MasterCard, creada por el gobierno federal para ofrecer descuentos en productos. Esta iniciativa incrementó los puntos de venta participantes en el Buen Fin, al permitir que otras empresas pudieran participar sin necesidad de inscribirse ante el Fonacot. Otra novedad fue el lanzamiento de la aplicación móvil para iOS y Android en la que aparecen las distintas ofertas y promociones por cada punto de venta participante durante El Buen Fin. La Asociación Mexicana de Internet (Amipci) gestionó a su vez la incorporación del comercio electrónico como una nueva alternativa de compra para los consumidores.
Un 30,3% de las ventas correspondió a ropa y calzado, seguido de un 21,7% de aparatos electrónicos. El porcentaje restante lo acapararon los alimentos y bebidas, así como artículos diversos para el hogar y limpieza. Según datos de la Asociación Mexicana de Internet e Iniciativa México, participaron alrededor de 11 millones de internautas lo que aumentó las ventas on-line en un 65%, que visitaron más de 9,5 millones de páginas electrónicas a través del portal de El Buen Fin. Las ventas por Internet tuvieron un incremento cercano al 50% con respecto a 2011.

### 2013
Una de las estrategias para este año consistió en la generación de más promociones para las zonas fronterizas con los Estados Unidos, con tal de atraer a mercado potencial estadounidense interesado en comprar en México. El Consejo Nacional para la Cultura y las Artes (Conaculta) participó por primera vez en esta edición, con promociones en diferentes publicaciones así como en visitas a los diferentes museos del Instituto Nacional de Bellas Artes (Inba), entre otros relacionados.
Se implantó un sorteo o lotería fiscal gestionado por la Secretaría de Hacienda específicamente para este evento, donde habrían de participar todos los ciudadanos que hayan pagado con su tarjeta bancaria cualquier producto o servicio con promoción del Buen Fin. La primera edición del sorteo fiscal sucedió el 2 de diciembre de 2013, y se repartió un monto de 250 millones MXN entre un total de 75 000 clientes a los cuales se les reembolsó la totalidad de su ticket de compra por hasta 10 000 MXN. 
La CONCANACO informó que se registraron 1,4 millones de visitas al portal de El Buen Fin, en adición a las 11,3 millones de páginas electrónicas visitadas través del mismo portal. Se registraron más de 935 mil seguidores en las cuentas oficiales del evento en Facebook y 41 560 en Twitter. Por otra parte la PROFECO registró un total de 65 quejas por incumplimiento de promociones o publicidad engañosa, y se atendieron 205 llamadas de orientación y asesoría a consumidores.

### 2014
Al igual que el año anterior, el gobierno realizó una lotería fiscal para rembolsar los tickets de compra de hasta 150 000 clientes que adquirieron sus productos con promociones del Buen Fin por medio de su tarjeta bancaria. El monto a repartir fue de 500 millones MXN, el doble que la edición anterior. El gobierno federal aumentó su inversión a la realización del Buen Fin, duplicando el monto destinado para la edición predecesora. Los establecimientos asociados a la Concanaco Servytur tuvieron un incremento de 19,3% en sus ventas, de forma similar a los puntos de venta registrados en la Antad que registraron un aumento del 4,6% en sus ventas.
Durante esta edición surgió un boicot al Buen Fin en los estados de Michoacán, Guerrero, Oaxaca y Chiapas que posteriormente se extendió a la Ciudad de México, según reportó la Antad.

### 2015
Este año se esperaba un aumento del 5% en el consumo con respecto a la edición anterior, sin embargo al final tuvo un incremento superior al 10%. Hubo un total de 149 000 beneficiados con la lotería fiscal cuyo monto ascendió a 466,1 millones MXN. El Instituto del Fondo Nacional de la Vivienda para los Trabajadores (Infonavit) se incorporó al evento ofreciendo descuentos a sus derechohabientes, además de ofrecerse créditos hipotecarios sin cobro de comisión por apertura y avalúo sin costo por primera vez en la historia de El Buen Fin. Asimismo, se registraron 31 mil nuevas empresas con promociones y descuentos en sus productos.

### 2016
El Instituto Nacional de Estadística y Geografía (INEGI) realizó por primera vez una encuesta para evaluar el impacto comercial y económico de El Buen Fin, además de llevar a cabo un sondeo a empresarios sobre estrategias comerciales y evolución comercial durante el plazo de realización del evento.

### 2017
El Buen Fin de 2017 generó ingresos por 94 000 millones MXN, superando en un 4% aproximadamente el monto de la edición anterior, aunque por debajo de la meta trazada que ascendía a 100 000 millones MXN. De igual manera, hubo un decremento en el número de empresas participantes, al involucrarse 86 400 compañías en contraste con las 95 000 de 2016. Se trató de la primera ocasión en que El Buen Fin no superó el objetivo comercial planificado. De acuerdo con un estudio realizado por Deloitte, esta edición de El Buen Fin se vio afectada por los sismos ocurridos en septiembre del mismo año tanto en Chiapas como en Puebla y por la renegociación del Tratado de Libre Comercio de América del Norte que derivó a su vez en el nuevo Tratado entre México, Estados Unidos y Canadá.
Como dato de interés, de acuerdo con el Instituto Nacional de Estadística y Geografía, las estrategias comerciales con mayor éxito este año fueron los descuentos y los «productos de regalo en montos mínimos de compra», con más del 90% de captación de las ventas realizadas durante el evento Por otra parte, se observó un incremento de 43% en las ventas por Internet con relación a 2016, traducido en casi 2,8 millones de consumidores que adquirieron algún bien o servicio en línea.

### 2018
La octava edición de El Buen Fin se llevó a cabo del 16 al 19 de noviembre de 2018, con la participación de más de 58 000 empresas. Este año se realizó una campaña denominada «Viajemos todos por México» con el que se ofrecieron ofertas en viajes para promover el turismo nacional. Durante esta edición se generaron ingresos superiores a 100 000 millones MXN, lo que representó un incremento de aproximadamente el 20% en las ventas con respecto al año anterior.

### 2019
Esta edición se realizó del 15 al 18 de noviembre. Cabe agregar que este año Walmart canceló su afiliación a la Antad y a Coparmex, por lo que se trató de la primera ocasión en que no participó con promociones de El Buen Fin. En cambio, creó una nueva campaña denominada «El fin de semana irresistible», aplicable en sus sucursales ya mencionadas, así como en Sam's Club, Bodega Aurrera y Superama (actualmente conocida como Walmart Express).
Adicionalmente, se solicitó por primera ocasión que los establecimientos participantes «tengan un RFC válido, su buzón tributario activo y la opinión de cumplimiento fiscal positiva». La Asociación de Bancos de México propuso a su vez la incorporación de la tecnología de Cobro Digital (CoDi) para la realización de pagos digitales.

### 2020
Con motivo de la pandemia de COVID-19, la décima edición se extendió por once días, del 9 al 20 de noviembre, con el propósito de «evitar contagios, tener una mayor circulación, así como para impulsar una pronta recuperación en la economía del país».
Las instituciones bancarias ofrecen hasta 24 meses sin intereses en tarjetas de crédito, y «hasta 40 meses de plazo dobles y triples puntos de recompensa, disminuciones en las tasas aplicables, descuentos en costos de seguro de auto, vida, casa y personales, bonificación de mensualidades, así como 1,4 millones de terminales puntos de venta para el comercio a nivel nacional».

### 2021
Para la edición de 2021, realizada del 10 al 16 de noviembre, se mantienen las medidas de salud e higiene estipuladas por las autoridades del país con motivo de la pandemia de COVID-19. De forma similar a lo sucedido con Walmart en 2019, en esta ocasión la cadena Oxxo y distintas franquicias de restaurantes del grupo Alsea —como Domino's Pizza, Starbucks y Chili's— dejaron de participar en El Buen Fin al cancelar su afiliación a la Antad en el primer cuatrimestre de 2021.

### 2022
Para la edición de 2022, se estableció a su formato original de cuatro días, en done se realizó el 18 al 21 de noviembre después de dos años de ajustes debido a la pandemia de COVID-19, se eliminaron las restricciones de aforo y el uso de cubrebocas se volvió opcional.
Aunque no se estableció una meta de ventas oficial, se esperaba que El Buen Fin 2022 superara los resultados del año anterior.

### 2023
La edición 2023 del 17 al 20 de noviembre se reportó como la mejor edición en la historia del evento, superando las expectativas en cuanto a ventas y participación. En ventas en línea tuvo un aumento del 54% respecto al último récord y un 35% más de participación de distintas tiendas en línea. Entre los artículos más comprados, como notamos en la mayoría de las ediciones, se encontraron ropa y calzado, electrónicos como pantallas, celulares, computadoras y videojuegos, además de cosméticos, perfumes y viajes.

### 2024
La edición 2024 tuvo lugar del 15 al 18 de noviembre, superó las expectativas iniciales en términos de participación, ventas y satisfacción de los consumidores, tiendas físicas representaron el 75% de las ventas, las transacciones en línea lograron un crecimiento significativo, alcanzando un 25% de participación, un incremento respecto al 20% registrado en 2023.
En esta edición la Procuraduría Federal del Consumidor (Profeco) informó que ha recuperado 1 millón 287 millones de pesos a favor de compradores afectados por monto recuperado corresponde a aquellos casos en los que los comercios no respetaron promociones publicitadas, o aplicaron precios erróneos o, inclusive, incurrieron en prácticas comerciales indebidas.

### 2025
Se espera que la edición 2025 tenga lugar del 13 al 17 de noviembre. Anteriormente el inicio de la edición se realiza cada viernes pero en esta edición su inicio se realizará un jueves.

## Recepción

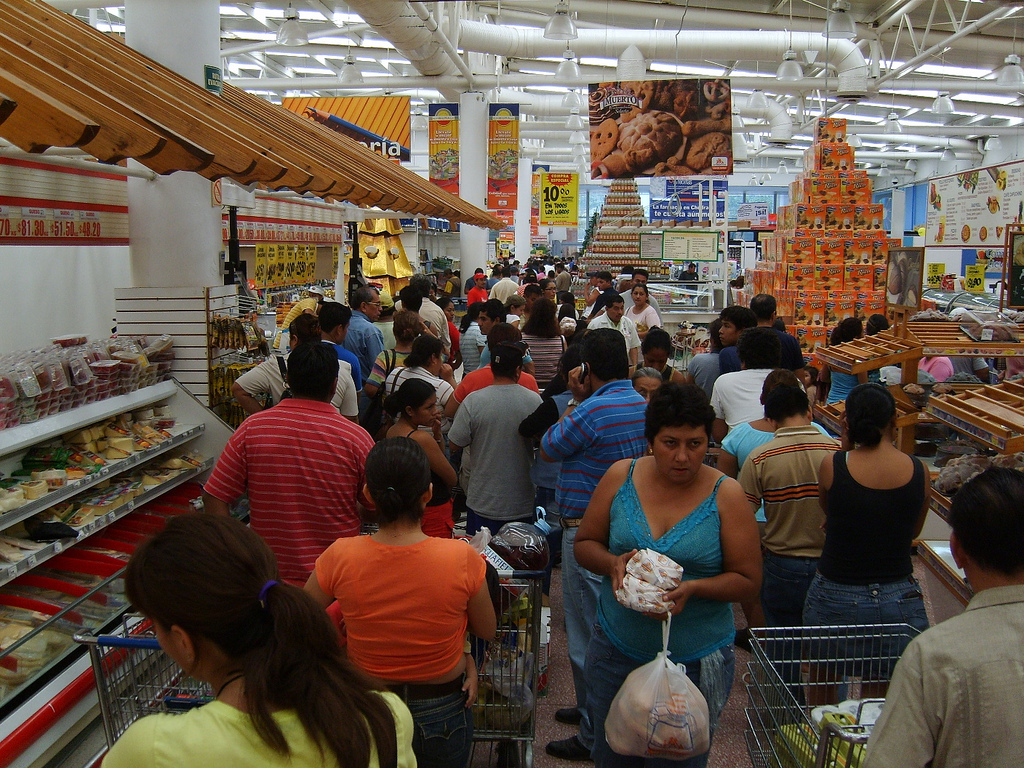
Centro comercial de Villahermosa, Tabasco, en noviembre de 2007.

El Buen Fin tiene como finalidad incentivar el comercio del país, al proporcionarle beneficios tanto a los vendedores como a los consumidores del mercado. De acuerdo con José Manuel López Campos, presidente de Concanaco: «no se trata de una estrategia consumista sino de una ocasión para que las familias adquieran artículos para el hogar». En opinión de las empresas participantes, existe la creencia de que «El Buen Fin es un círculo virtuoso en el que todos salen beneficiados, porque si hay consumo, hay producción, y si hay producción, hay trabajo, y si hay trabajo, hay salario, y si hay salario, hay consumo. El Buen Fin, en consecuencia y bajo esta óptica, es un programa que ayuda a todos».
Según estudios realizados por la Universidad Nacional Autónoma de México, este programa representa más bien «una campaña publicitaria para incrementar la venta de las empresas participantes a costa del endeudamiento de los asalariados». El análisis realizado en 2012 estipuló que un 75% de las ofertas promocionadas en el Buen Fin no representan disminuciones en los precios de los productos, sino más bien «una forma más adecuada de pago» a crédito sin intereses. El porcentaje restante es dado por las rebajas de entre un 5-20 % en los precios. En su análisis denominado «¿Realmente bajan los precios durante el Buen Fin» (2017), Raymundo M. Campos Vázquez y Eduardo M. Medina Cortina concluyeron que, producto de una muestra de datos generados entre 2010 y 2015, los precios en general se reducen en promedio un 7 % con respecto a los precios anteriores al evento, «evidencia de que algunos establecimientos han adoptado prácticas para hacer más evidentes las ofertas del Buen Fin [...] El Buen Fin no puede ser considerado como un evento de baja generalizada de precios. Los descuentos ofrecidos por distintas cadenas tienen diferencias considerables. En algunos casos, diversos establecimientos han adoptado prácticas estratégicas que permiten hacer más evidentes las ofertas ofrecidas durante el evento».
Algunos analistas coinciden que existe un riesgo de sobreendeudamiento en la población en su afán por aprovechar las ofertas, así como de abusos por parte de ciertas empresas que ofertan productos con precios «inflados». Una de las recomendaciones más frecuentes que la prensa y los analistas suelen hacer a la ciudadanía es la de no contraer deudas extensas a causa de los meses sin intereses; en palabras de Carlos González, director de Monex: «[esto resulta en] adquirir una deuda de hasta 18 meses en diferentes productos y en ocasiones el bien comprado ya se agotó o se descompuso pero la deuda se mantiene». De acuerdo con una encuesta realizada en 2018 por Deloitte, si bien las principales razones por las que los consumidores prefieren no participar en El Buen Fin son «la falta de poder adquisitivo, y la falta de interés tanto en las promociones del evento como en El Buen Fin en general», se considera que las promociones de este evento son mejores que otras como las ventas nocturnas, «Grandes Baratas», ventas de fin de año o ciertas promociones alternativas de los comercios participantes. Cabe señalar que con el transcurso de las ediciones, se ha observado una nueva tendencia comercial en la que el consumidor es «cada vez más consciente, preparado y exigente. Un consumidor, sobre todo, más responsable al momento de adquirir nuevos productos». Para atender quejas la Procuraduría Federal del Consumidor cuenta con servicios telefónicos así como a través de las redes sociales.
En 2011, la Antad estimó que las ventas generadas durante el Buen Fin fueron unas de las más altas registradas en un solo mes de ese año, sin considerar el mes de diciembre. Ese mismo año, a pesar de las ventas conseguidas en la primera edición, Alejandro Calvillo, director de la asociación civil El Poder del Consumidor, consideró que El Buen Fin solamente obedece a la «logística empresarial» comercial, y no representa en sí un beneficio para las familias mexicanas. En una encuesta realizada por la Profeco en 2012, ocho de cada diez personas entrevistadas consideró que El Buen Fin debía seguir realizándose anualmente. Se ha registrado un aumento en las ventas a nivel nacional a partir del primer evento en 2011; ese año, a diferencia de 2010, se registró un aumento del 22,4% en la comercialización, mientras que el avance de 2012 respecto a la edición predecesora fue de un 12,5%. A pesar de lo anterior, El Buen Fin ha propiciado una disminución importante en las ventas registradas en el mes de diciembre en comparación con los años anteriores a su primera edición. Desde el punto de vista de algunas empresarios, esto significa que no siempre se generan las ganancias esperadas como resultado de la realización de dicho evento.